# Drama sobrenatural

Vincent Price in House on Haunted Hill

Drama sobrenatural es un subgénero de fantasía que combina elementos de ficción sobrenatural y el género dramático. Este género lidia con fantasmas y otros temas paranormales, pero sin el tono oscuro y de horror del género. Las historias de los dramas sobrenaturales siempre están centrados alrededor de la magia o fenómenos inexplicables que no pueden relacionarse con la ciencia pero, si por explicaciones paganas o Sobrenaturales.
Los dramas sobrenaturales pueden usar criaturas aparecidas en el folclore que son presentadas como neutrales o malvadas las cuales normalmente son percibidas como de buena naturaleza (como las hadas, duendes, o elfos). Estos seres tienden aparecer en los dramas sobrenaturales, o únicamente en el género mismo, son las apariciones, espíritus, brujas, hechiceros, superhumanos, demonios, Dioses, ángeles y, milagros (aunque no son milagros fantásticos o de intervención divina o de Dios/es) y otras ideas similares o descripciones de fenómenos inexplicables. 
También pueden combinarse con otros géneros como, la comedia, acción, ciencia ficción, la fantasía o el terror. Existen muchos híbridos que combinan fantasía, acción, horror, romance y comedia.
En el siglo XX, la ficción sobrenatural se le asoció con ficción psicológica. Como resultado lo sobrenatural se le puede dar un significado lógico. Un clásico ejemplo de esto podría ser: The Turn of the Screw por Henry James, a la que se le puede dar una interpretación psicológica y sobrenatural. La ambigüedad de esto es considerada un efecto agregado. Un ejemplo parecido es la historia de Charlotte Perkins Gilman: The Yellow Wallpaper.

## Ejemplos

### Dramas de Televisión
- 666 Park Avenue (2012-2013)
- A Gifted Man (2011–2012)
- Afterlife (2005–2006)
- All Souls (2001)
- American Gothic (1995–1996)
- American Horror Story (2011–Presente)
- Anamika (2012–Presente)
- Ángel, spin-off de Buffy the Vampire Slayer. (1999–2004)
- Apparitions (2008)
- Arrow (2012-presente)
- Beauty & the Beast (2012-presente)
- Bedlam (2011–2012)
- Becoming Human (2011)
- Being Human (2009–Presente), su remake estadounidense (2011–Presente)
- Big Wolf on Campus (1999–2002)
- Blade: The Series (2006)
- Blood Ties (2007)
- Brimstone (1998–1999)
- Buffy the Vampire Slayer (1997–2003)
- Century Falls (1993)
- Charmed (1998–2006)
- The Crow: Stairway to Heaven (1998–1999)
- The Collector (2004–2006)
- Death Valley (2011)
- Dead Like Me (2003–2004)
- Demons (2009)
- Dracula: The Series (1990)
- Dark Shadows (1966–1971); también su remake de 1991 y piloto de 2004
- Eastwick (2009–2010)
- The Fades (2011)
- Forever Knight (1992–1996)
- The Gates (2010)
- Ghost Whisperer (2005–2010)
- Grimm (2011-2017)
- Haunted (2002)
- Haven (2010-presente)
- Hex (2004–2005)
- Hercules: The Legendary Journeys (1995–1999)
- Highlander (1992–1998)
- Imortal (2010–2011)
- In the Flesh (2013-presente)
- Kindred: The Embraced (1996)
- Kolchak: The Night Stalker (1974–1975)
- Legend of the Seeker (2008–2010)
- Lightfields (2013)
- Lobo (2008)
- Locke and Key
- Lost (2004–2010)
- Lost Girl (2010-presente)
- The Listener (2009-presente)
- Marchlands remake of the unaired U.S. pilot The Oaks (2011)
- Medium (2005–2011)
- Millennium (1996–1999)
- Misfits (2009-presente)
- Moonlight (2007–2008)
- Mi niñera es una vampira (2011-2012)
- The Nine Lives of Chloe King (2011)
- Once Upon a Time (2011-presente)
- The Originals (2013-2018)
- Point Pleasant (2005)
- Rabbit Fall (2007-presente)
- Randall and Hopkirk (Deceased) (1969–1970)
- Randall & Hopkirk (Deceased) (2000–2001)
- Reaper (2007–2009)
- The River (2012) - U.S.
- Roswell (serie de televisión) (1999-2002)
- Smallville (2001–2011)
- Sanctuary (2007,2008-2012)
- The Secret Circle (2011–2012)
- Seeing Things (1981–1987)
- Shades
- So Weird (1999-2000)
- Split (2009)
- Star-Crossed (2014)
- Strange (2002-2003)
- Supernatural (2005-presente)
- Passions (1999-2008)
- Teen Wolf (2011-2017)
- Todd and the Book of Pure Evil (2010-2012)
- The Tomorrow People (2013-presente)
- Tru Calling (2003–2005)
- True Blood (2008–2014)
- The Dresden Files (2007)
- The Vampire Diaries (2009–2017)
- The Walking Dead (2010–Presente)
- The X-Files (1993–2002)
- Witch Hunt (1967)
- Twin Peaks (1990–1991)
- Ultraviolet (1998)
- Valemont (2009–Present)
- Werewolf (1987–1988)
- Witchblade (2001–2002)
- Wolf Lake (2001–2002)
- Witches of East End (serie de televisión) (2013-presente)
- Xena: Warrior Princess (1995–2001)
- Shadowhunters (2016–Presente)

### Comedias de Televisión
- Sabrina the Teenage Witch (1996–2003)
- That's so Raven (2003–2007)
- Wizards of Waverly Place (2007–2012)

### Películas
- Beautiful Creatures (2013)
- Blade (1998)
- Blade II (2002)
- Blade: Trinity (2004)
- Blood & Chocolate (2007)
- Casper (1995)
- Constantine (2005)
- The Covenant (2006)
- The Craft (1996)
- The Crow (1994)
- Dark Shadows (2012)
- The Dead Zone[4] (1983)
- Devil[5] (2010)
- Drive Angry (2011)
- Dylan Dog: Dead of Night (2011)
- Fallen (1998)
- The Forgotten[6] (2005)
- Frailty (2002)
- Fright Night (1985)
- Fright Night (2011)
- Ghost (1990)
- Ghostbusters (1984)
- Ghostbusters II (1989)
- The Gift[7] (2000)
- Hellboy (2004)
- Hellboy II: The Golden Army (2008)
- Hereafter[8] (2010)
- House of Dark Shadows (1971)
- In Dreams[9] (1998)
- The Invisible[10] (2007)
- The Lovely Bones[11] (2009)
- The Mummy (1999)
- Next[12] (2007)
- Night of Dark Shadows (1971)
- Passengers[8] (2008)
- Practical Magic (1998)
- Premonition[13] (2007)
- Red Riding Hood (2011)
- Rise: Blood Hunter (2007)
- Season of the Witch (2011)
- The Sixth Sense (1999)
- Stigmata (1999)
- The Twilight Saga (2008–2013)

### Novelas
- Twilight Series
- The Southern Vampire Mysteries
- The Vampire Diaries
- The Secret Circle
- Beautiful Creatures
- Good Omens